# Geschichte des Alsergrunds

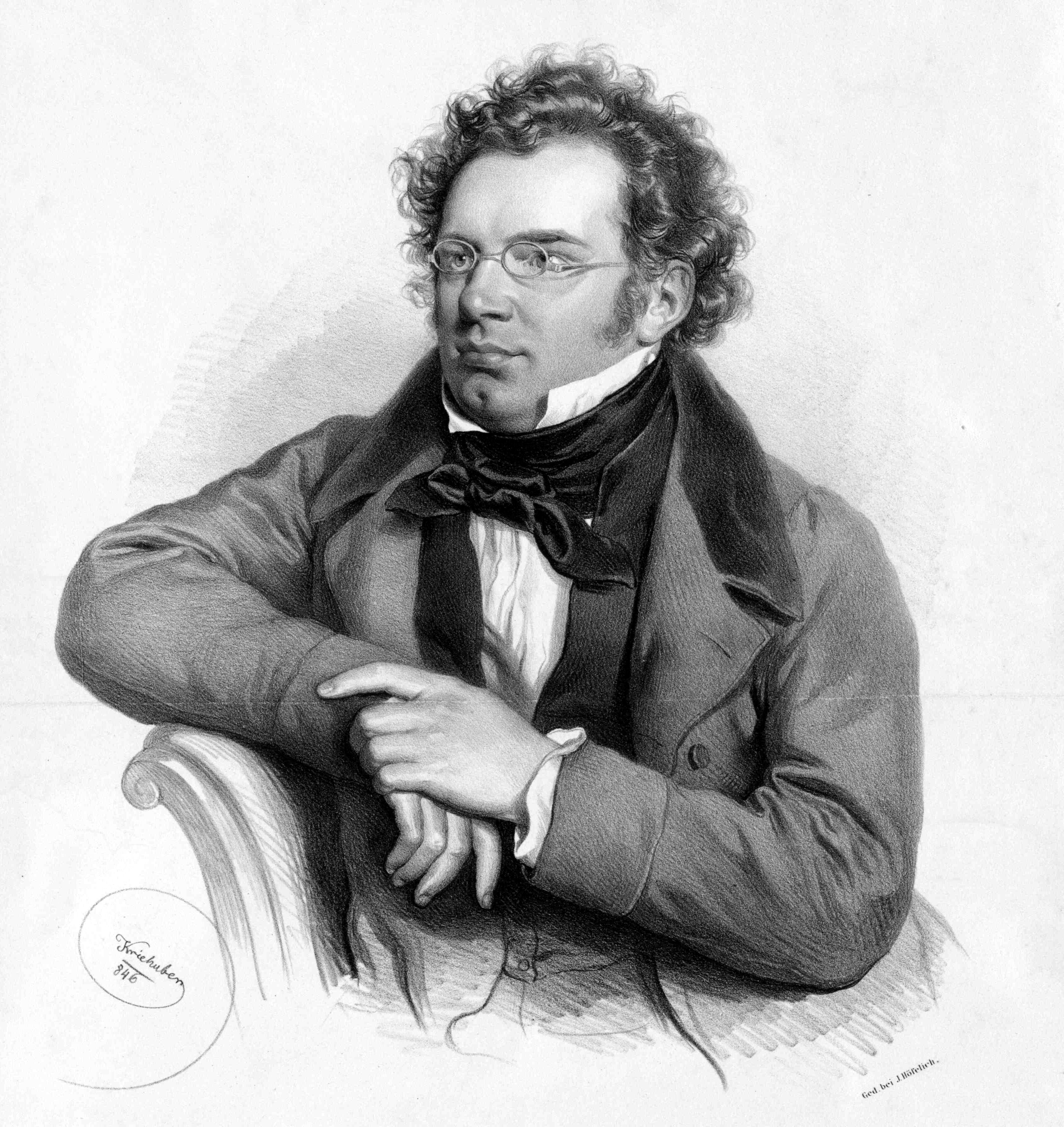
Franz Schubert, einer der berühmtesten Bezirksbewohner

Die Geschichte des Alsergrunds, welcher heute als 9. Wiener Gemeindebezirk bezeichnet wird, begann 1850, als sieben Vorstädte im Nordwesten Wiens zwischen der Inneren Stadt und dem Linienwall zusammengefasst und nach Wien eingemeindet wurden. Das am 17. März 1849 mit kaiserlichem Patent erlassene Provisorische Gemeindegesetz der Monarchie hatte nämlich stipuliert, dass Vorstädte mit der eigentlichen Stadt stets eine einheitliche Ortsgemeinde zu bilden haben. 1850 bis 1861 war der Alsergrund der 8. Bezirk; mit der Teilung des ursprünglichen 4. Bezirks, Wieden, in den neuen 4. (Wieden) und 5. Bezirk (Margareten) erhielt der Alsergrund die Bezirksnummer 9.
Bereits zur Römerzeit führte eine wichtige Verkehrsverbindung, die Limes-Straße, durch das Bezirksgebiet. Eine erste Besiedelung erfolgte im Mittelalter, und 1179 wurde durch die Gründung eines Hospitals für Aussatz-Kranke die medizinische Tradition des Bezirkes begründet. Geprägt wurde das Gebiet im Mittelalter insbesondere durch die Gründung und Besitzungen der Klöster. Die Menschen lebten von der Landwirtschaft, dem Weinbau und dem Fischfang. Durch die Verheerungen der Ungarn und der Türken wurden die kleinen Ansiedlungen auf dem Bezirksgebiet immer wieder zerstört, die verstärkte Besiedelung im 17. Jahrhundert wurde durch den Ausbruch der Pest und die Zweite Wiener Türkenbelagerung zurückgeworfen.
Erst im Sog des Wiederaufbaus und der Anlage des schützenden Linienwalls entstand der Impuls für die Expansion der Vorstädte auf dem heutigen Bezirksgebiet sowie für die Errichtung zahlreicher Großbauten. Auf das Anwachsen der Bevölkerung folgte der Bau von Kirchen, erste Manufakturen und Ziegeleien siedelten sich an. 1784 wurde das Allgemeine Krankenhaus gegründet. Im 19. Jahrhundert wurde die medizinische Tradition des späteren Bezirkes verstärkt fortgesetzt. Während in der Zeit des Biedermeier Franz Schubert am Alsergrund wirkte, entstanden vor 1848 das St.-Anna-Kinderspital und die „Irrenheilanstalt“. Während der Wiener Oktoberrevolution 1848 wurde das Gebiet ein zentraler Schauplatz der Kämpfe.
Nach der 1850 erfolgten Konstituierung des Bezirks Alsergrund wurden zahlreiche Neubauten errichtet und neues Bauland erschlossen. Während der Hochgründerzeit wurde der Grundstock für die heutige Bausubstanz gelegt. Nach dem Ersten Weltkrieg versuchte die Gemeinde Wien die Wohnungsnot durch eine Forcierung des Wohnbaus zu lindern; wie überall in Wien entstanden auch am Alsergrund zahlreiche Gemeindebauten.
Von den Kämpfen während des Bürgerkriegs 1934 blieb der Alsergrund verschont. Die Diktatur der Nationalsozialisten betraf zunächst vor allem jüdische Wiener. Sie stellten bis dahin zeitweise rund 25 % der Bezirksbevölkerung, da sich viele jüdische Ärzte unweit der Spitäler angesiedelt hatten. Sie wurden nach und nach vertrieben oder ermordet.
Gegen Ende des Zweiten Weltkriegs wurden Teile des Bezirkes durch Luftangriffe oder Bodenkämpfe zerstört. Der Beginn der Zweiten Republik war geprägt vom Wiederaufbau und dem erneut forcierten Wohnbau.

Wappen des Bezirks Alsergrund

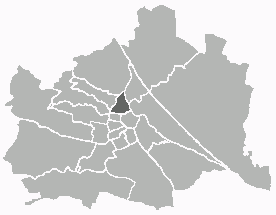
Heutige Lage des Bezirkes innerhalb Wiens

## Römerzeit
Während der Römerzeit verlief der Limes in der Linie Währinger Straße-Boltzmanngasse-Alserbachstraße-Nußdorfer Straße durch den heutigen Bezirk. Dahinter führte die Militärstraße donauaufwärts nach Asturis (Klosterneuburg). Reste der Straße wurden 1901–1904 am Beginn der Währinger Straße ausgegraben, Grundmauern eines Limesturmes entdeckte man im Bereich Bauernfeldgasse-Pokornygasse-Heiligenstädter Straße. Mauerreste der Lagervorstadt wurden zudem 1959/60 an der Kreuzung Währinger Straße / Maria-Theresien-Straße freigelegt. Auch mehrere Votivsteine und Altäre wurden entlang der Limesstraße gefunden. Die Toten der Lagervorstadt wurden an der Stelle des Votivkirchenparks beerdigt, wo mehrmals Grabbeigaben freigelegt wurden.

## Der Alsergrund im Mittelalter

### Der Alsergrund im Frühmittelalter
Erste vereinzelte Ansiedelungen auf dem Alsergrund erfolgten um das Jahr 800 durch bairische Kolonisten. Entlang des Limes entstanden stützpunktartig angelegte Kirchensiedlungen, im Falle des Alsergrundes St. Johann an der Als. Nach der Zerstörung der Mark im Osten durch die Ungarn brachte erst die Schlacht auf dem Lechfeld 955 die Wende und die Babenberger errichteten die Mark ab 976 wieder. Auf Teilen des Bezirksgebietes stand ein Hof der Benediktinerabtei St. Michael zu Beuern. Dieser 1072 erstmals erwähnte „Hof zu Wahring“ lag zwischen Als und Währinger Bach und umfasste Weinberge, Wiesen und Waldgebiete. Aus diesem Gebiet entwickelte sich später der Bezirksteil Michelbeuern.

### Der Alsergrund im Hochmittelalter
Wien profitierte im Hochmittelalter auch als Durchzugsstation verschiedener Kreuzzüge. St. Johann an der Als, ursprünglich als Hospiz für Fremde gegründet, wurde vermutlich zu dieser Zeit bereits teilweise als Hospital genutzt. 1179 wurde ein Hospital zur Aufnahme von an Aussatz erkrankten Menschen gegründet. Der Name St. Johann an der Siechenals wurde in der Folge auf den angrenzenden Teil der Als und die benachbarte Siedlung am Bach übertragen (Siechenals). Die zugehörige Kirche stand bis 1858 auf einem Hügel rechts der Als, dem heutigen Arne-Karlsson-Park. Heinrich der II. Jasomirgott, Gründer des Schottenstifts übertrug dem Schottenkloster 1158 den Grundbesitz und das Pfarrrecht vom Tiefen Graben bis zur Kirche St. Johann und von dort bis zur Mündung der Als in die Donau. Die Bewirtschaftung von Weingärten am „Schottenpoint“, einem steil abfallenden Donauuferhang im Bereich der heutigen Währinger Straße/Boltzmanngasse/Alserbachstraße, bildeten zu jener Zeit den Haupterwerbszweig der Wiener Bürger.

### Der Alsergrund im Spätmittelalter
1255 wurde in einer Päpstlichen Bulle erstmals auch die Kirche St. Johann im Werd genannt. Sie gehörte zu einem Fischerdorf, das am Donaukanal zwischen der Stadtmauer und der heutigen Berggasse am Oberen Werd lag. Werd bzw. Wert war die mittelhochdeutsche Bezeichnung für eine Insel, wobei die Roßau als Abgrenzung zur Leopoldstadt (Unteres Werd) als Oberes Werd bezeichnet wurde. Auf Grund des Fisch- und Wildreichtums des Gebietes war der Besitz des Werds begehrt. Als Heinrich von Liechtenstein dem Stift Klosterneuburg der Besitz des Oberen Werds und des Kahlenbergs streitig machen wollte, bestätigte eine päpstliche Bulle 1253 den Besitzstand des Klosters. Während die Lichtensteins den Kahlenberg zurückgaben, blieben das Obere Werd und das spätere Lichtental abgetrennt.
Am Schottenpoint entwickelte sich das Maria-Magdalen-Kloster, das 1239 erstmals urkundlich genannt wurde. Ganz in der Nähe befand sich Anfang des 13. Jahrhunderts am Beginn der heutigen Liechtensteinstraße der Neuburgerhof (Klosterneuburger Hof), der im Besitz des Stifts Klosterneuburgs stand. Ganz in der Nähe am Schottentor wurde Löss abgebaut, der in den zahlreichen Ziegelöfen zu Ziegeln gebrannt wurde. Einer dieser Öfen löste 1276 einen Großbrand aus, der bis auf 150 Häuser die gesamte Stadt Wien vernichtete. Das Dorf am Oberen Werd wurde wieder aufgebaut und einem Kloster der Augustiner angegliedert. Dieses übersiedelte 1327 in die Augustinerstraße, woraufhin der verlassene Bau in ein Spital umgewandelt wurde. Dem Spital war jedoch kein Erfolg vergönnt und es wurde geschlossen. 1360 übernahmen die Karmeliter das Gebäude, übersiedelten aber ebenfalls in die Stadt und errichteten Am Hof ein Gotteshaus. Die Kirche der sogenannten Fischervorstadt bestand jedoch als Pfarrkirche des Dorfes weiter. Das Dorf lebte überwiegend vom Fischfang, der in den Donauarmen, deren Altarmen sowie einem Bach, der am Schottenpoint entsprang und durch die heutige Berggasse abfloss, betrieben wurde.
Um die Stadt Wien siedelten sich im Spätmittelalter immer mehr Menschen an, die in den Lucken genannten Ansiedlungen lebten. Die unsicheren Zeiten, ausgelöst durch Räuberbanden und marodierende Soldaten machten jedoch eine Sicherung notwendig. Deshalb errichtete man im 15. Jahrhundert Bollwerke, die mit dem sogenannten Stadtzaun verbunden wurden. Hierzu wurden Bäume in die Erde getrieben, mit Astwerk verbunden und mit einem Dornenverhau gesichert. Die Anwohner hatten für die Reparaturen und Verteidigung zu sorgen. Gegen die kommenden Entwicklungen war die ansässige Bevölkerung jedoch machtlos. 1477 belagerte der Ungarnkönig Matthias Corvinus erstmals Wien und besetzte den Oberen und Unteren Werd. 1485 schlug er sein Lager zwischen dem Schottentor und dem Döblinger Bach auf und belagerte Wien erneut, sodass er noch im selben Jahr in Wien einziehen konnte.

## Der Alsergrund in der Neuzeit

### 16. Jahrhundert
Die Belagerung durch das Ungarnheer hatte die Schwächen des Stadtzauns offensichtlich gemacht. Als 1529 die Türken unter Süleyman II. vor Wien erschienen, wurden die äußeren Verteidigungsanlagen aufgegeben und zerstört. Auch das Maria-Magdalena-Kloster, der Klosterneuburger Hof, die Kirche St. Johann im Werd sowie die Kirche und das Lazarett von Siechenals mit dem gleichnamigen Dorf wurden in Brand gesteckt. Als Kriegsschauplatz blieb der Alsergrund ein Nebenschauplatz, jedoch findet sich das Grabmal Niklas Graf Salms, des Organisators der Verteidigung, der zuvor in der Stiftskirche des Dorotheerklosters bestattet wurde, heute in der Votivkirche.
Die überlebende Bevölkerung der über 800 abgebrannten Häuser aus den Vorstädten drängte nun in die Stadt. Um Platz für sie zu schaffen, wurde das weniger umweltfreundliche Gewerbe außerhalb der Stadt angesiedelt. Auf dem Bezirksgebiet wurden 1538 die Ruinen der aufgegebenen Verteidigungsanlagen abgebrochen. Statt des Maria-Magdalena-Klosters wurde ein Weingarten angelegt und die nun verödeten Landstriche durch neue, begradigte Straßenachsen erschlossen. Während der Ort Siechenals nicht mehr aufgebaut wurde, beschloss der Stadtrat 1540 den Neubau des Lazaretts und den Wiederaufbau der Kirche St. Johann. Um die Stadt wurde eine Bauverbotszone eingeführt und zur besseren Verteidigung ein zunächst 90 Meter breites Glacis errichtet. Die mittelalterlichen Vorstädte verschwanden somit. Am Donaukanal siedelten sich Mitte des 16. Jahrhunderts Glashütten an, während sich vor dem Schottentor die ältesten botanischen Gärten Wiens entstanden. Am Kaiserlichen Gottesacker vor dem Schottentor (heute Campus der Universität Wien, Hof 8 und 9) wurde ab 1561 wiederum ein großer Friedhof angelegt, der 1576 geweiht wurde. Die protestantischen Wiener ließen sich in der Folge hier bestatten und erhielten ab 1598 eine eigene Abteilung. Ein Jüdischer Friedhof im Bezirksgebiet wurde erstmals 1629 in der Seegasse 9–11 genannt.

### 17. Jahrhundert

#### Vermehrte Besiedlung und Klostergründungen

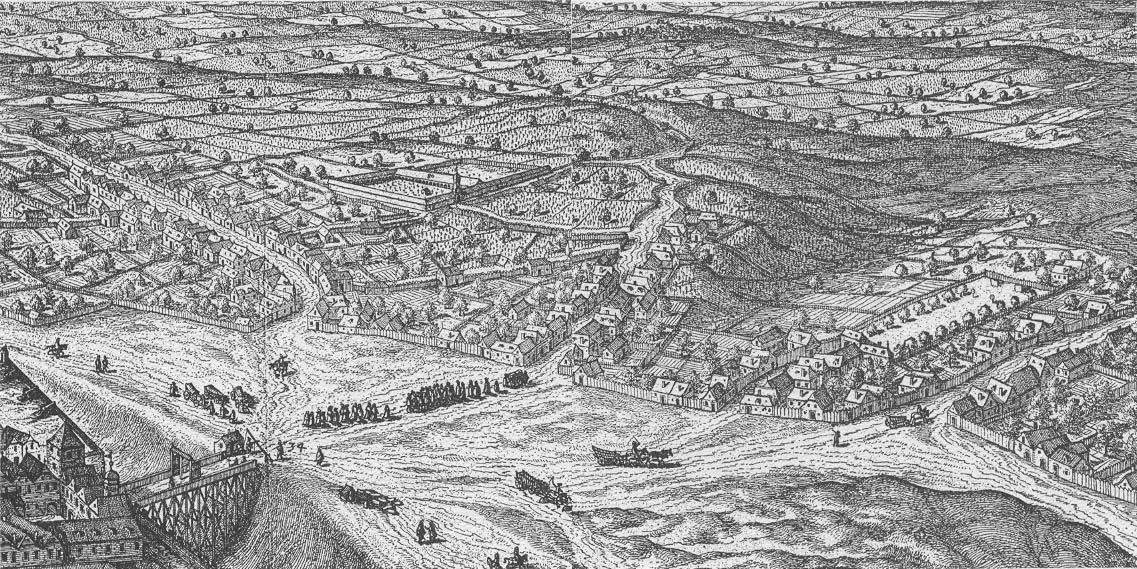
Der Alsergrund 1609. Links die Alservorstadt mit dem Gottesacker, in der Mitte die Währinger Straße auf dem Schottenpoint, rechts die Roßau mit dem bürgerlichen Schießplatz

Durch die Erweiterung des Glacis auf eine Breite von 300 Schritte verloren die Vorstädte vor der Stadtmauer Wiens weiteren Raum. Auf dem Alsergrunder Bezirksgebiet betraf dies das Fischerdörfchen am Donaukanal zwischen Berggasse und Stadtmauern sowie ein Palais der Familie Schwarzenberg, die abgebrochen werden mussten. Neben einer kleinen Ansiedlung vor den Stadtmauern mit dem Schießplatz hatte die Roßau jedoch immer noch einen starken Aucharakter mit Tümpeln, Wasserläufen und Altarmen, die die Besiedelung behinderten. Nun wurde jedoch für die Adeligen und reichen Bürgern die Errichtung von Zweitwohnsitzen in dieser Gegend interessant. Zudem siedelten sich immer mehr Orden und Klöster vor der Stadtmauer an. Im Zuge der Gegenreformation siedelten sich 1633 Benediktinermönche (Schwarzspanier) in der Alservorstadt an. 1633 wurde der Grundstein für das Kloster vor dem Schottentor am Wege zur ehemaligen protestantischen Hochburg Hernals gelegt. Auch dem Servitenorden wurde 1638 die Erlaubnis erteilt, sich in der Roßau anzusiedeln. Obwohl der Orden durch Gönner wie Ottavio Piccolomini gefördert wurde, dauerte es bis zum Jahr 1666, bis der erste Gottesdienst abgehalten werden konnte. Auch andere Gebiete wurden nun allmählich stärker besiedelt. Mitte des 17. Jahrhunderts war das Bezirksgebiet nur bis zum Unterlauf der Als besiedelt und durch Gärten stark aufgelockert verbaut. 1646, 117 Jahre nach der Zerstörung von Siechenals, errichtete der Ziegelfabrikant Johann Thury erstmals wieder ein Gebäude in dieser Gegend und förderte das Servitenkloster. Mitte des 18. Jahrhunderts wurde die hier entstehende Vorstadt nach ihm Thurygrund genannt.

#### Der Alsergrund im Zeichen der Pest
Immer bedeutender wurde der Alsergrund auch als Zentrum für Spitäler und Infektionshäuser. Das alte Lazarett im heutigen Arne-Karlsson-Park, dessen Vorgänger das Siechenhaus war, umfasste zwei Gebäude, in deren Mitte die Kirche lag. Nahe dem Lazarett lag auch das Bäckenhäusel, das vom Stadtrat 1650 als Unterkunft für Ärzte angemietet wurde. Daneben wurde ein Rekonvaleszentenheim für das Lazarett und ein Ausweichquartier für das Lazarett geschaffen. Auf dem Gebiet des heutigen alten AKHs wurde 1657 zusätzlich der Kontumazhof errichtet, in dem es 124 Zimmer sowie angeschlossen einen Friedhof und eine Kapelle gab, die dem Pestheiligen Rochus geweiht war. War der Hof voll belegt, so isolierte man die Krankheitsverdächtigen auf der Spittelau. Grassierte keine Seuche, so wurde der Hof an Mieter vergeben. Als die Pest 1678 aus Ungarn eingeschleppt wurde, scheiterten jedoch alle Vorsichtsmaßnahmen. Bis zum Dezember 1679 wurden allein auf dem Bezirksgebiet etwa 64.000 Menschen begraben.
Schon vier Jahre später suchte mit der Zweiten Wiener Türkenbelagerung die nächste Katastrophe den Ort heim. Als 1683 die Türken erneut vor Wien standen, wurden die nun bereits größer gewordenen Vorstädte von den Verteidigern in Brand gesetzt. Von der Roßau aus entfachte sich aber auch ein Feuersturm, der das Schottenstift einäscherte und ein Munitionslager in der Stadt bedrohte. Das Bezirksgebiet blieb jedoch nur am Rande des Kriegsgeschehens. Während die türkischen Truppen die Grabmäler des Gottesackers zerstörten, quartierten sich deren christliche Hilfstruppen in der ausgebrannten Servitenkirche ein. Bei der Befreiung drang schließlich Markgraf Ludwig von Baden mit seinen sächsischen Dragonern bis zum Schottentor vor.

#### Wiederaufbau
Im Sog des Sieges entstanden in den verwüsteten Vorstädten des Bezirksgebietes zahlreiche Großbauten. Entlang der Alser Straße entstanden innerhalb weniger Jahre drei repräsentative Bauten. Zunächst wurde 1688 die niederösterreichische Landschaftsakademie, eine Art adelige Kriegsschule, an der Stelle des heutigen Ostarrichi-Parks eröffnet. 1693 folgte angrenzend ein als Soldatenspital gestiftetes Großarmenhaus, das sukzessive erweitert wurde und 1784 in das Allgemeine Krankenspital (heute Altes AKH) umgewandelt wurde. Bereits 1689 begannen auch die Trinitarier (Weißspanier) mit der Errichtung ihres Klosters und einer Kirche, die 1702 fertiggestellt waren. Heute zwar nicht mehr im Bezirksgebiet gelegen, betreute die Dreifaltigkeitskirche als spätere Pfarrkirche der Alservorstadt einen Großteil des Bezirksgebietes. Auch die Vorstädte wurden nun weit größer und ansehnlicher wieder aufgebaut. Zum Schutz diente der 1704 errichtete Linienwall.

### 18. Jahrhundert

#### Entstehung der Vorstädte
Nach den Zerstörungen durch die Türkenkriege und die Errichtung des schützenden Linienwalls wurden um die Jahrhundertwende erstmals auch die Vorstädte in das Gesamtkonzept Wiens einbezogen. Adelige bauten ihre Palais auf den günstigen Gründen außerhalb der Stadtmauern. In der Alservorstadt betraf dies vor allem den südlichen (heute zur Josefstadt) gehörenden Teil, der nördliche Teil entwickelte sich zu einem Zentrum der Heil- und Pflegeanstalten. Auch in anderen Teilen des Alsergrunds begann nun die allmähliche Verbauung. Die Grundherren erkannten die Wohnungsknappheit in Wien, parzellierten ihre Äcker und verkaufte diese an Bauwillige, insbesondere Handwerker und Wirte. Diese bauten dann Häuser und nahmen Zinsleute auf, um die hohen Kosten zu decken. Die 1713 ausgebrochene Pest konnte das Wachstum nur kurzfristig bremsen.
Federführend auf diesem Gebiet war Johann Adam Andreas Fürst von Liechtenstein. Er erwarb 1687 den Garten des Fürsten Auersperg mit benachbarten Wiesen in der Roßau. Auf dem südlichen Teil der Liegenschaft errichtete der Fürst ein großes Palais (das heute sogenannte Gartenpalais Liechtenstein), im Norden gründete er die Grundherrschaft Lichtental. Neben einer 1694 gegründeten Brauerei wurden das dortige Gebiet ab 1699 zur Verbauung freigegeben, aus der die Vorstadt Lichtental entstand. Ein weiteres Palais entstand 1693 für den Grafen Christoph Johann von Althan. Der Graf hatte 1685 ein Grundstück erworben, auf dem Johann Bernhard Fischer von Erlach an der Stelle des heutigen Franz-Josef-Bahnhofs ein „Lustgebäude“ errichtete. Sein Sohn verkaufte das Palais und die Liegenschaft jedoch 1713 an den Magistrat Wien. Dieser gab das Gebiet ab 1724 zur Besiedelung frei, woraufhin sich die Vorstadt Althangrund entwickelte.

#### Kirchenbau

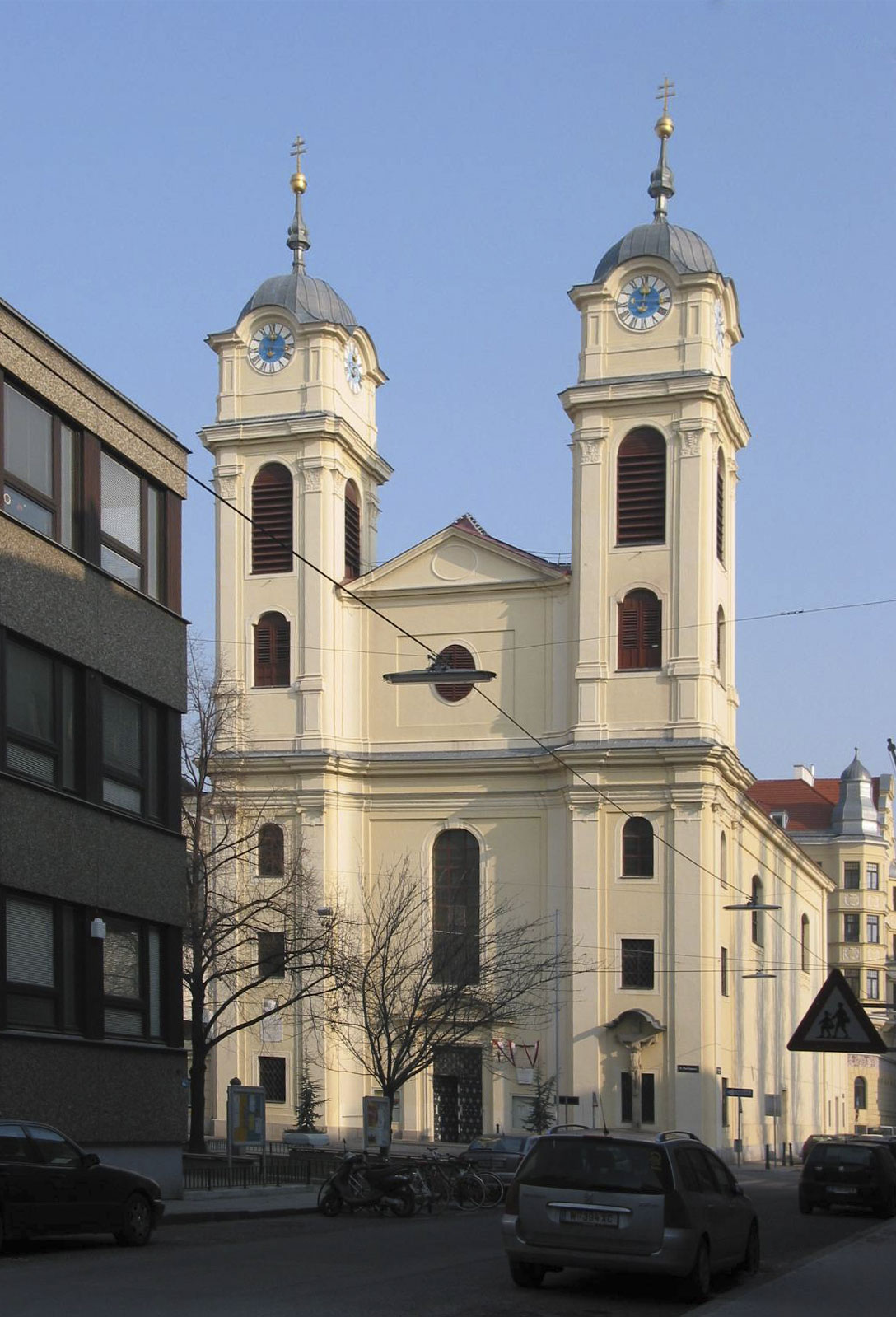
Die Lichtentaler Pfarrkirche

Auch eine Reihe von Kirchen entstanden zu Beginn des 18. Jahrhunderts. Nachdem Karl VI. Spanien verlassen hatte, waren ihm auch zahlreiche Spanier nach Wien gefolgt. Zur Betreuung der Spanier wurde 1717 ein eigenes Haus am Schottenpoint (heute Boltzmanngasse) gekauft, demoliert und auf dem Grundstück ein eigens Spital gegründet. Nach Auflösung des Dreifaltigkeitsspitals am Rennweg übernahm das Spanische Spital dessen Kranke und wurde 1759 erweitert. Zum Spital gehörte auch die Kirche „Santa Maria de Mercede“, die 1722 bis 1723 von Anton Ospel errichtet wurde. 1712 wurde auch der Grundstein für die Lichtentaler Pfarrkirche gelegt, da die Gottesdienste für die Bewohner der neuen Vorstadt Lichtental in der benachbarten Brauerei abgehalten werden mussten. Auch die Bewohner des Thurygrunds erhielten 1713 die Erlaubnis zur Errichtung einer Kapelle. Für die durch die Türkenkriege beschädigte Servitenkirche fehlte zunächst noch das Geld. Erst 1714 bis 1716 konnten die Türme nach zahlreichen Sammlungen renoviert werden. Das im Türkenkrieg an der Alser Straße zerstörte Kloster der Schwarzspanier wurde hingegen nicht mehr an der ursprünglichen Stelle wiedererrichtet, sondern an der heutigen Schwarzspanierstraße 13. Die Grundsteinlegung erfolgte 1690, die Fertigstellung von Kloster und Kirche dauerte allerdings bis zum Jahr 1727.

#### Wirtschaftliche Aufschwung
Auch erste Manufakturen siedelten sich im 18. Jahrhundert in den Vorstädte an. So startete 1718 in der Roßau (Liechtensteinstraße 43) die erste Porzellanmanufaktur, die 1744 in kaiserlichen Besitz überging und dadurch stark expandieren konnte. 1754 kam gegenüber eine Kattunfabrik hinzu, die ab 1777 auch Wollsortieranlagen und Spinnmaschinen baute. In Lichtental war die Weberei überhaupt das zahlenmäßig wichtigste Gewerbe, da vor allem ab 1740 Weber zuwanderten, die Leinen-, Baumwoll- und Seidenweberei betrieben. Am Michelbeuern-, Himmelpfort- und dem nördlichen Thurygrund gab es hingegen die größte Dichte an Ziegeleien in und um Wien. Unter Maria Theresia entwickelte sich der Bezirk auch zu einem Zentrum der Seidenraupenzucht, allein in den Höfen des Großarmenhauses befanden sich 1768 1039 Maulbeerbäume. 1795 folgte des Weiteren eine Steingut-Geschirrfabrik am Alserbach (heute Nussdorfer Straße 8–14), der eine Fabrik für Schreib- und Malstifte angeschlossen war. Des Weiteren befanden sich an der Als mehrere Mühlen.

#### Überschwemmungen, Brände und Explosionen
Aus dem späten 18. Jahrhundert sind zahlreiche Überschwemmungen des Bezirksgebietes überliefert. Vermutlich auf Grund der steigenden Besiedelung in der Nähe von Donau und Als steigerten sich auch die Schäden. 1768 sorgte ein Eisstoß an der Donau für Überschwemmungen, weitere Überschwemmungen erfolgten 1770, 1771, 1784, 1785, 1786 und 1787. Besonders schwer wurde das Gebiet 1786 getroffen, als die Donau die tieferliegenden Vorstädte Althangrund, Lichtental und Roßau gleich viermal überflutete. Am 9. Juli vernichtete zusätzlich ein Großbrand 40 Häuser in Lichtental. Bereits am 26. Juni 1779 war ein Pulvermagazin in der heutigen Pulverturmgasse explodiert und hatte die umliegenden Vorstädte schwer beschädigt, zahlreiche Häuser waren eingestürzt und etwa 70 Menschen getötet worden.

#### Der Alsergrund unter Joseph II.

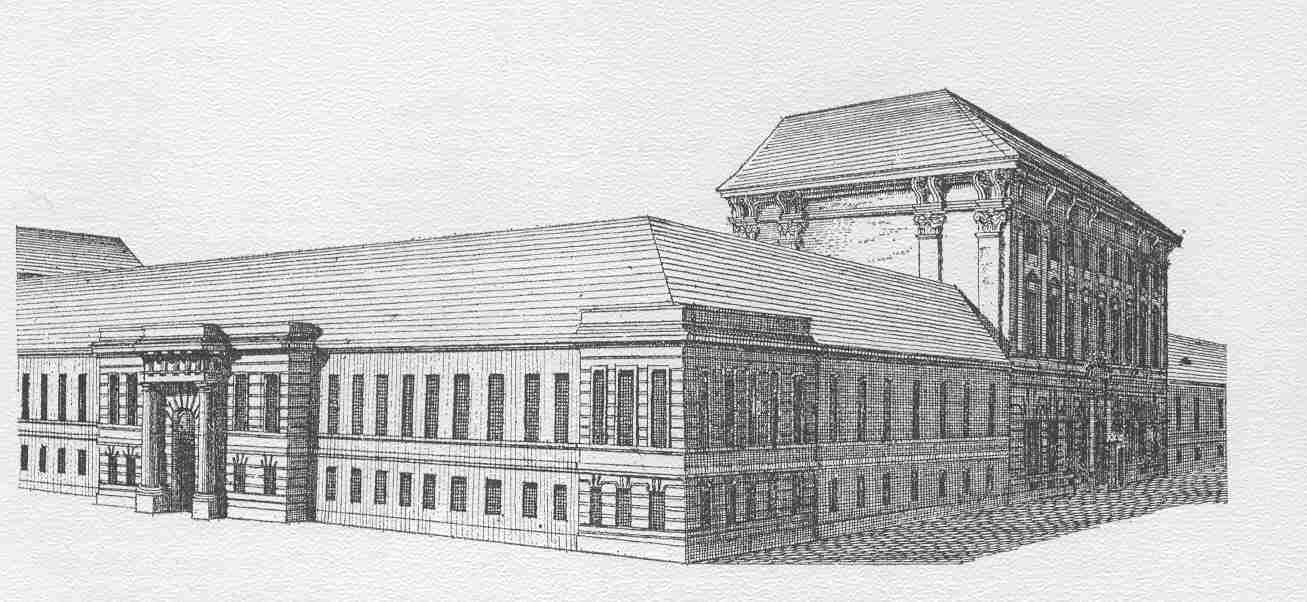
Die k.k. Gewehrfabrik in einem Stich von 1785

Bereits unter Maria Theresia wurden einige wichtige Bauwerke am Alsergrund fertiggestellt. So wurde an der Stelle der 1749 geschlossenen niederösterreichischen Landesacademie 1751 der Grundstein für die Alser Kaserne gelegt. 1758 wurde in nächster Nähe die k.k. Gewehrfabrik erbaut. Kaiser Joseph II. ließ 1783 bis 1784 weiters das k.k. Militär-Garnisons-Hauptspital an der Stelle des aufgehobenen Kontumazhofes (Van Swieten-Gasse) errichten, das 1.200 Kranken Platz bot. In nächster Nähe wurde ab 1783 das Josephinum errichtet, an der zunächst Ärzte für das Militär ausgebildet wurden. Nach einem Besuch im Großarmenhaus 1783 verfügte Joseph II. zudem die Aufhebung der Einrichtung und eröffnete die Anlage 1784 als „Allgemeines Krankenspital“ (Altes AKH) wieder.
Die Kirchenreform und die Aufhebung zahlreicher Klöster machten sich auch am Alsergrund bemerkbar. Am 16. Juli 1783 wurde das Kloster der Benediktiner von Montserrat (Schwarzspanier) aufgehoben, die sich geweigert hatten, die Seelsorge des Allgemeinen Krankenhauses zu übernehmen. Die Kirche wurde 1787 profaniert, der beschädigte Turm abgetragen und die Einrichtung in alle Winde zerstreut. Die Kirche wurde in das k.k. Militär-Bettenmagazin umgewandelt, das Kloster verkauft und als Zinshaus genutzt. Am 21. November 1783 wurde auch das Kloster der Trinitarier aufgelöst. Kloster, Kirche und die Pfarre Alservorstadt wurden von den Minoriten übernommen. Auch die Serviten verloren Stiftskapitalien im Wert von 100.000 Gulden, darunter ein Zinshaus und Weingärten. Der Orden wurde jedoch nicht aufgehoben und die Ordenskirche zur Pfarrkirche der Roßau erhoben. Nach der Auflösung des Klosters der Himmelspförtnerinnen in der Inneren Stadt ging dessen Grundbesitz in Staatseigentum über. Für das Gebiet, das 1824 von der Stadt Wien erworben wurde und ursprünglich Sporkenbühel („Sperlingshügel“) hieß, bürgerte sich nun der Name Himmelpfortgrund ein. Im Sinne des Josephinismus verlief auch der Verkauf der Grundherrschaft über ein 71 Joch großes Gebiet des Stifts Michaelbeuern an die Stadt Wien. Für das Gebiet mit damals zwölf Untertanen bürgerte sich später der Begriff Michelbeuerngrund ein. Auch die zahlreichen Bruderschaften wurden aufgelöst und ihr Vermögen dem Religionsfonds zugeschlagen. Durch die von Joseph II. angeordnete Auflösung der Friedhöfe innerhalb des Linienwalls verschwanden zudem die Friedhöfe innerhalb des Bezirks; begraben wurde nun am Allgemeinen Währinger Ortsfriedhof (heute Währingerpark). Die christlichen Friedhöfe wurden verbaut oder blieben als Grünflächen erhalten, nur der Jüdische Friedhof Roßau in der Seegasse blieb bis 1942 erhalten. Durch die Abschaffung der Todesstrafe wurde auch die Hinrichtungsstätte in der Roßau obsolet.

### 19. Jahrhundert

#### Der Alsergrund im Biedermeier
Die Napoleonischen Kriege gingen auch am Alsergrund nicht spurlos vorbei. Nach der Besetzung Wiens 1805 brachen in der Roßau an zwei Stellen gleichzeitig Brände aus, deren Ursprung den Besatzern angelastet wurde. Nach der Schlacht bei Aspern und Eßling 1809 wurden mehr als 200 verwundete und kranke Soldaten im Servitenkloster einquartiert. Die Zustände lösten eine Seuche aus, an der auch acht Patres starben. Die französische Besatzung hatte zudem große finanzielle Einbußen durch Kriegskontributionen, Steuern und die Geldentwertung zur Folge. Auch die Porzellanmanufaktur litt stark und erholte sich erst ab 1815 wieder.
Auf den Wiener Kongress folgte die Zeit des Biedermeier, wobei am Alsergrund vor allem der hier geborene Franz Schubert eine herausragende Rolle spielte. Zum Lebensgefühl des Biedermeier zählten neben dem Metternichschen Überwachungsstaat auch die Vergnügungen in den Gastwirtschaften, in denen insbesondere Joseph Lanner und Johann Strauss (Vater) aufspielten. Die Anzahl der Gaststätten war hoch, in Lichtental betrug der Anteil der Gastwirtschaften an der Gesamtzahl der Häuser zehn Prozent und in der Roßau lockten Einkehrgasthäuser die Schiffer und Reisenden verschiedener Zünfte an. In der Lazarettgasse 14 bis 20 entwickelte sich zudem das Brünnlbad, das von einer Heilquelle gespeist wurde. Auch außerhalb des Linienwalls, der zu einer Steuergrenze für Lebensmittel wurde, entstanden auf Grund des niedrigen Preisniveaus zahlreiche Gaststätten.
Während der Zeit des Biedermeier wurden im Bezirksgebiet aber auch wieder einige Großprojekte verwirklicht. So wurde ein modernes Kinderspital (St. Anna Kinderspital) knapp vor der Revolution 1848 fertiggestellt und die Errichtung der Irrenheilanstalt auf dem Brünnlfeld genehmigt. Wichtigstes Projekt war allerdings die Einwölbung der Als zwischen Mündung und Linienwall, die zwischen 1840 und 1846 ausgeführt wurde. Die Verbauung des Michelbeuerngrundes, wo zwischen 1800 und 1845 26 neue Häuser und Fabriken entstanden waren, und die Parzellierung des ehemaligen Servitengartens in der Alservorstadt hatten diesen Schritt notwendig gemacht. Er hatte neben dem Hochwasserschutz auch hygienische Gründe, da in die Als Abwässer eingeleitet und Unrat geworfen wurde, die der Fluss nicht mehr abtransportieren konnte. Da die starke Bautätigkeit zudem den Grundwasserspiegel senkte, erfolgte ab 1836 der Bau der Kaiser-Ferdinands-Wasserleitung. Wirtschaftlich entwickelte sich die Roßau während des Biedermeier zu einem der wichtigsten Zentren des Wagenbaus und der Sattler, in der Alservorstadt siedelten sich wiederum zahlreiche Buchdrucker und Schriftsetzer an. Doch auch in dieser Zeit blieb das Bezirksgebiet nicht von Katastrophen verschont. Im Winter 1829/30 forderte ein massiver Eisstoß in der Donau bzw. Donaukanal 25 Menschenleben im Bezirk.
Im Alsergrund wurde auch das erste kommerzielle Gaswerk in Wien, das Gaswerk Roßau, errichtet.

#### Die Revolution 1848
Während immer mehr Handwerker durch die industrielle Massenproduktion ihre Selbständigkeit verloren, wanderten zahlreiche Bauern auf Grund ihrer bedrückenden Lebenssituation in die Städte ab und vermehrten die Masse der Fabrikarbeiter. Etwa die Hälfte der Fabrikarbeiter waren Frauen und Kinder, die unter 12- bis 13-stündigen Arbeitszeiten litten. Der Industrie fehlte aber durch das staatliche Umfeld und die konsumschwache Bevölkerung auch die Kraft zu verstärkten Investitionen. Die Zunahme der Arbeiterklasse führte schließlich zur Bildung zahlreicher Elendsviertel um Wien, zu denen an erster Stelle auch Lichtental und der Thurygrund gehörten. Eine Wirtschaftskrise, die ab 1847 ganz Europa erfasste, verschlimmerte die Lage zusätzlich; die Lebensmittelpreise stiegen und die Kriminalität stieg an. Um die Not etwas zu lindern, initiierte Franz Romeo Seligmann, Professor an der medizinischen Fakultät, eine Armenausspeisung, die ab 1847 im Armen-Versorgungshaus in der Lazarettgasse erfolgte. Nach dem Hungerwinter 1847/48 kam es schließlich zur bürgerlichen Märzrevolution, der sich rasch Studenten und Arbeiter anschlossen. Nachdem das Militär ein breites Eindringen der Revolutionäre verhindern konnte und Metternich geflohen war, kam es zu mehreren Zugeständnissen der Regierung. So wurde die Steuer auf Lebensmittel gesenkt und ein Arbeitsprogramm für Arbeitslose geschaffen, in dessen Zuge auch die Währinger Straße bis zum Linienwall neu trassiert wurde. Als im Oktober Wiener Soldaten zur Niederschlagung des ungarischen Aufstandes ausrücken sollten, verhinderten die Volksmassen ihren Abmarsch und lynchten den Kriegsminister (Wiener Oktober-Revolution). Die kaiserlichen Truppen unter Alfred I. Fürst zu Windisch-Graetz nutzten den Vorfall, um die Revolution endgültig niederzuschlagen. aus. Sie schlossen Wien ein, wobei sich die entscheidenden Kämpfe insbesondere an der Nußdorfer Linie ereigneten. Während Kämpfer von hier immer wieder Ausfälle versuchten und das Maschinenhaus der Kaiser-Ferdinands-Wasserleitung besetzt hielten, beschoss die kaiserliche Artillerie von Oberdöbling aus den Wall. Das Geschützfeuer richtete starke Schäden an Häusern in Lichtental und der Spittelau an. In der Nacht des 29. Oktobers erstiegen schließlich die kaiserlichen Truppen den verlassenen Wall und stürmten zwei Tage später die Innere Stadt.

#### Die Eingemeindung des Alsergrunder Gebietes nach Wien

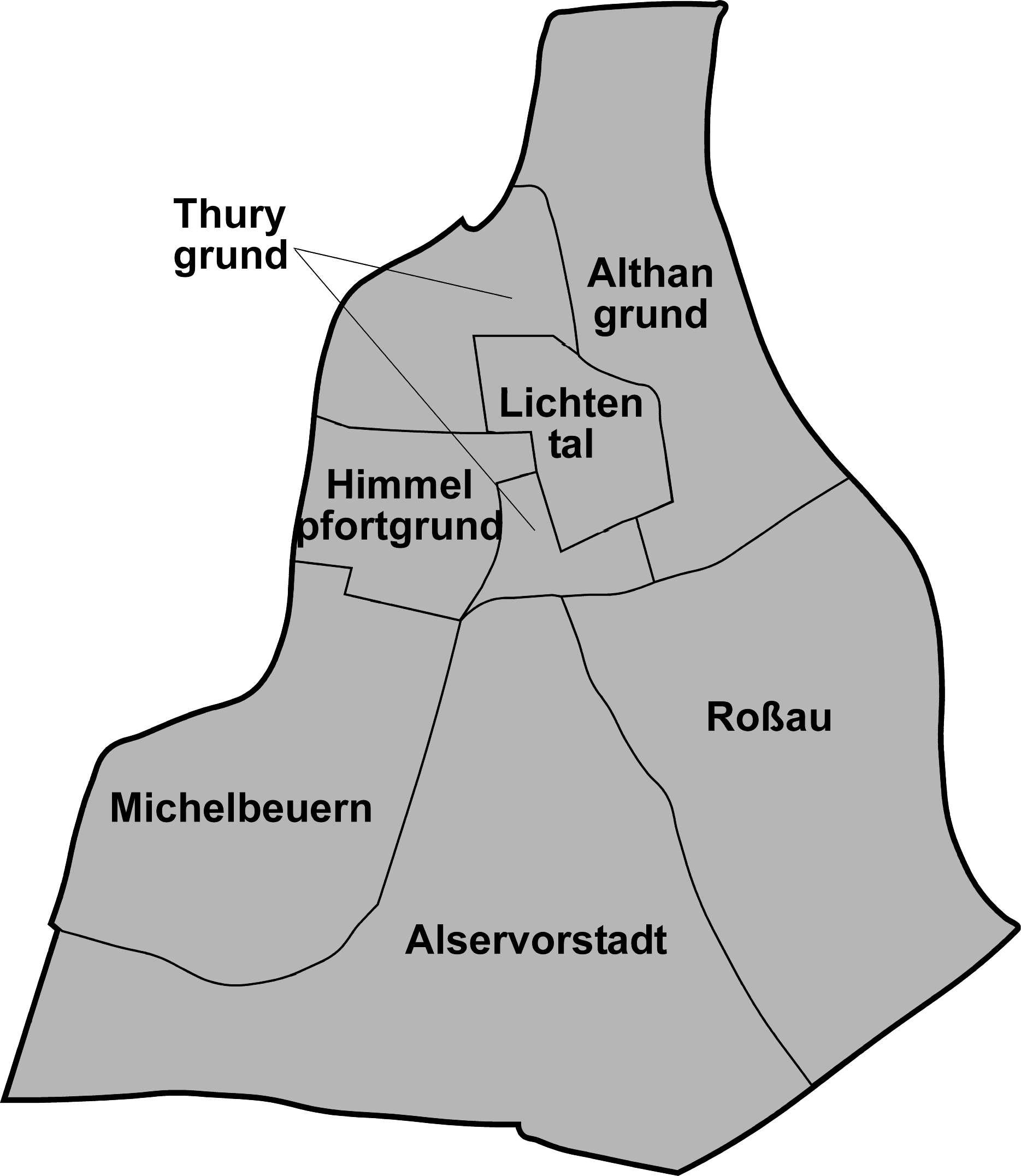
Sieben Gemeinden wurden zum Bezirk Alsergrund zusammengefasst

Nachdem der Beschluss zur Eingemeindung der 34 Vorstädte Wiens bereits 1848 gefallen war, wurde die Eingemeindung de jure am 6. März 1850 durch die Unterschrift von Kaiser Franz Joseph I. unter der „provisorischen Gemeindeordnung“ in Kraft gesetzt. Das bereits dicht verbaute Gebiet zwischen Stadtmauer und Linienwall kam so zu Wien. Das Gebiet des Alsergrunds wurde zunächst als 8. Bezirk nach Wien eingemeindet und umfasste die Vorstädte Althangrund, Himmelpfortgrund, Lichtental, Michelbeuern, Rossau und Thurygrund. Hinzu kam die Alservorstadt, auch Alsergrund genannt, die als größte Vorstadt dem neuen Bezirk seinen Namen gab. Der südliche Teil der Alservorstadt wurde jedoch abgetrennt und dem Bezirk Josefstadt zugeschlagen. Nachdem 1861 der Bezirk Wieden durch die Abtrennung von Margareten geschaffen worden war, wurde aus dem ehemaligen 8. Bezirk der heutige 9. Bezirk Alsergrund. Zur Zeit der Eingemeindung war das Alsergrunder Gebiet noch sehr unterschiedlich stark verbaut. Während der Althangrund noch fast unverbaut war, war die Alservorstadt von zahlreichen öffentlichen Gebäuden dominiert. Der Himmelpfortgrund und Lichtental waren baulich bereits an ihre Grenzen gestoßen, der Michelbeuerngrund hingegen von der Landesirrenanstalt und der Siglschen Fabrik geprägt. Die Roßau wies noch einen hohen Anteil von Grünflächen auf, der Thurygrund war bereits dicht verbaut. Unverbauten Raum gab es insbesondere zwischen Spital- und Porzellangasse und in den Randgebieten wie der hochwasserbedrohten Donautrasse zwischen Augasse, Althanstraße, Porzellangasse und Donaukanal.
Durch die Zusammenfassung der sieben Vorstädte verschwand mit einem Schlag der Grenzwirrwarr der unterschiedlichen Grundherrschaften. Des Weiteren bildete sich ein sozialer Schmelztiegel. So wurden die Bewohner des Ärzteviertels der Alservorstadt, die Ziegelarbeiter des Michelbeuerngrundes, die Strobler des Althangrundes, die Holzarbeiter der Roßau, die Wäschermädel des Himmelpfortgrunds, die Lichtentaler Handwerker und die Thurygrunder Tagelöhner zu Bewohnern des Alsergrunds und somit auch zu Wienern. Hinzu kamen die Slowaken des Krowotendörfels und die Juden der Roßau. Die Bewohner bewahrten sich jedoch über lange Zeit einen teilweise ausgeprägten Lokalpatriotismus und blieben ihrem Bezirksteil verbunden.

#### Die Neugestaltung des Bezirksgebietes

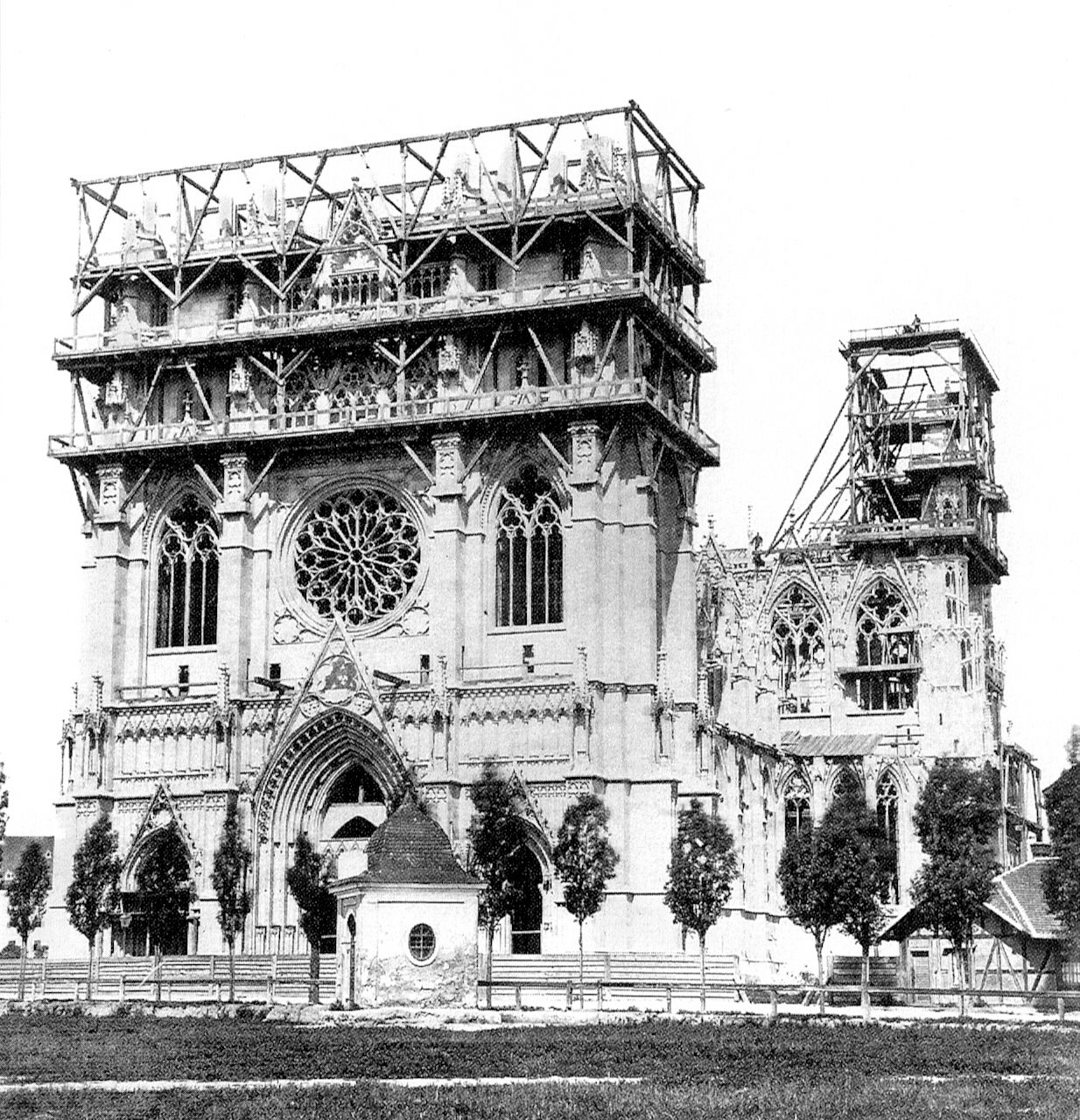
Stand der Bauarbeiten zur Votivkirche um 1866.

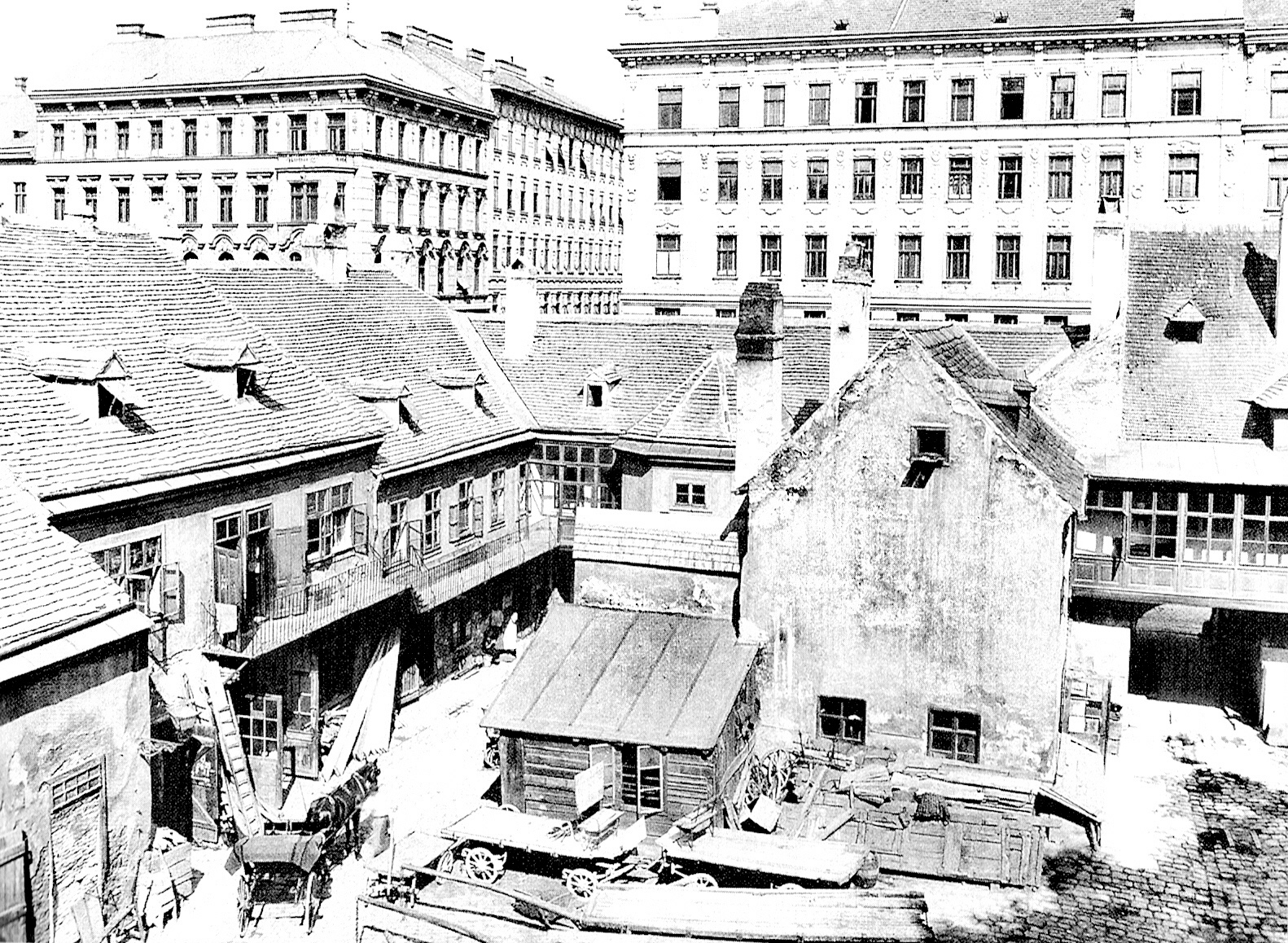
Die dörfliche „Alt-Wiener“ Vorstadtbebauung weicht zur Gründerzeit den historistischen Zinskasernen

Zur Vereinheitlichung der Wiener Straßennamen – allein in den sieben Alsergrunder Bezirksteilen gab es acht Kirchenstraßen – mussten in den neuen Bezirken zahlreiche Straßen umbenannt werden. Zudem wurden die Häuser erstmals gassenweise nummeriert, nachdem es zuvor eine fortlaufende Nummerierung sowie Hausnamen gegeben hatte. Zur besseren Orientierung wiesen eckige Straßentafeln zur Inneren Stadt, ovale um diese herum. Zudem wurde eine Broschüre mit den alten und neuen Bezeichnungen ausgegeben.
Wichtige Entwicklungsgebiete des neuen Bezirks waren die bisherigen Bauverbotszonen des Glacis und des Linienwalls. Zur Finanzierung der Franz-Josephs-Kaserne und des Arsenals wurde vom Staat ein Streifen des Roßauer Glacis verkauft. Darauf wurden in den Jahren 1854 und 1859 auf 71 Bauplätzen zwischen Berggasse und Türkenstraße große Wohnhäuser wie das Palais Schlick und das Palais Festetics errichtet. 1861 wurde zudem das provisorische Parlamentsgebäude am Beginn der Währinger Straße errichtet. Auch die 1856 begonnenen Errichtung der Votivkirche ließ den Bezirk Alsergrund immer mehr mit der Inneren Stadt zusammenwachsen. Die ab 1865 errichtete Rossauer Kaserne dominierte wiederum den Bezirksteil Roßau. 1871 wurde schließlich auch das Magistratische Bezirksamt in der Währinger Straße 43 anstelle des k.k. Monturdepots erbaut. Zuvor war es provisorisch in einem benachbarten Haus untergebracht.
Weitere wichtige Bauten waren die Telefonzentrale in der Berggasse 35 und das Polizeigebäude mit Gefangenenhaus an der damaligen Elisabethpromenade / Ecke Berggasse. Die Verbauung des Bezirksgebietes am Donaukanal erfolgte erst nach der Jahrhundertwende. Neben dem Franz-Josefs-Bahnhof entstand der Spittelauer Platz mit zahlreichen Jugendstilgebäuden. Die damalige Elisabethpromenade am Donaukanal (heute Rossauer Lände) wurde mit repräsentativen Bauten versehen und durch den Rossauer Brunnen veredelt. Zur Verbesserung der Nahversorgung wurde die Markthalle Nussdorfer Straße errichtet.
Die Gründerzeit (etwa 1850 bis 1890) führte am Alsergrund zu einer grundlegenden Veränderung der Bausubstanz. Bis 1870 hatte man sich noch damit begnügt, den vorhandenen Raum durch Aufstockungen oder die Verbauung von Hof- und Gartenflächen besser zu nutzen. Der Großteil der Bausubstanz im Bezirk stammt jedoch aus der Zeit von 1870 bis 1890. Hierbei entstanden in der Nähe der Ringstraße zahlreiche Repräsentationsbauten wie Mietpalais und Nobelmietshäuser für die Oberschicht.
Zum Gürtel hin bebaute man das Bezirksgebiet hingegen mit Miethäusern vom Bassenatyp. Diese Arbeiterwohnhäuser unterschieden sich von den Häusern der Oberschicht weniger durch die Außengestaltung als durch die Raumnutzung. So fehlten den Arbeiterwohnhäusern etwa das Vestibül und man erreichte die Wohnungen über den Hausflur mit dem gemeinsamen Wasseranschluss (Bassena) und den gemeinschaftlich genutzten Toiletten. Die Klein- und Kleinstwohnungen betrat man durch die Küche. Ärmere Menschen mussten sich ihre Wohnungen zudem mit Untermietern oder Bettgehern teilen. Durch die schlechten hygienischen Verhältnisse und die hohe Bevölkerungsdichte grassierte die Tuberkulose im Bezirksgebiet.

### 20. Jahrhundert
1905 trat am Gürtel eine kleine Veränderung des Bezirksgebietes ein. Bis dahin verlief die Grenze zwischen dem 9. und dem 18. Bezirk von der Währinger Straße nordwärts nicht am Gürtel, sondern einen Häuserblock weiter östlich durch die Lustkandlgasse, so dass die heutige Volksoper zum 18. Bezirk gehörte. Ein Ende 1904 erlassenes Landesgesetz und eine am 7. Juni 1905 publizierte Kundmachung des k.k. niederösterreichischen Statthalters bewirkten die Verlegung der Bezirksgrenze an die westliche Kante der Stadtbahntrasse.

#### Die Erste Republik
Am Ende des Ersten Weltkriegs wurde die Kommunistische Partei Österreichs gegründet, die am Alsergrund in der Pulverturmgasse 7 ihr Hauptquartier bezog. Mitte Juni 1919 wurden in der Parteizentrale 20 Maschinengewehre von der Polizei beschlagnahmt. Zudem wurden 100 Parteifunktionäre verhaftet und im Polizeigefangenenhaus Rossauer Lände inhaftiert. Ein dadurch ausgelöster Demonstrationszug wurde durch die republikanische Schutzgarde an der Hörlgasse 6 gewaltsam aufgelöst, wobei 20 Menschen zu Tode kamen. Es kam zu weiteren Unruhen, die erst mit der Freilassung der Inhaftierten endeten. In den frühen 20er Jahren kam es durch die laufende Geldentwertung zu einer massiven Verarmung der Bevölkerung. Die Sanierung der Währung mit Hilfe des Völkerbundes löste wiederum Massenarbeitslosigkeit aus. Um die Kinder vor der Verelendung zu schützen, errichtete die Gemeinde Wien in der Lustkandlgasse 50 die Kinderübernahmestelle, die Kinder auf Grund von Obdachlosigkeit, Verwahrlosung oder Gefährdung durch die Eltern aufnahm. Bereits 1926 kümmerte sich die Einrichtung um 3.324 Kinder und vermittelte sie innerhalb von etwa drei Wochen an andere Einrichtungen oder Personen weiter. Die Stadt Wien versuchte die Not zudem durch die Errichtung günstiger Gemeindebauten zu lindern und finanzierte diese Maßnahme durch die Einführung einer Wohnbausteuer. Am Alsergrund wurden in der Folge Baulücken verbaut oder abgewohnte Kleinhäuser demoliert und durch große Gemeindebauten ersetzt. Die erste errichtete Wohnanlage war ein Gemeindebau in der Rögnergasse 6. Danach folgte zwischen 1924 und 1925 der Gall-Hof, 1924 der Sigmund-Freud Hof (Heiligenstädter Straße 4), 1927 der Wagner-Jauregg-Hof (Gussenbauergasse 5–7) sowie eine Wohnhausanlage in der Lustkandelgasse 26–28. Als Musterbeispiel für die Gemeindebauten gilt jedoch der Thuryhof in der Thurygasse 11 mit 105 Wohnungen und einem Kindergarten. 1933 wurde ein Teil der sogenannten Hauser-Gründe verkauft und es wurde die Rummelhardtgasse neu angelegt und mit modernen Neubauten versehen.
Vom Österreichischen Bürgerkrieg 1934 war das Bezirksgebiet kaum betroffen. Zwar plante der Republikanische Schutzbund die Verteidigung des Gebietes gegen Heimwehr, Polizei und Militär, diese kamen den Aufständischen jedoch durch die Verhaftung von Arbeiterführern zuvor und unterbanden Streiks in den zentralen Energieversorgungseinheiten wie dem Elektrizitätswerk Mariannengasse und dem Umspannwerk am Währinger Gürtel. In der Folge wurden zahlreiche Verhaftete im Polizeigefangenenhaus an der Roßauer Lände inhaftiert und später teilweise in das Anhaltelager Wöllersdorf weitergeleitet. 1935 traten 540 Antifaschisten des Polizeigefangenenhauses auf Grund der schlechten Haftbedingungen in den Hungerstreik.

#### Der Alsergrund unter den Nationalsozialisten
Nach dem Einmarsch deutscher Truppen in Österreich am 12. März 1938 ließ sich Adolf Hitler den vollzogenen „Anschluss“ Österreichs an das Deutsche Reich durch einen nachträglichen Volksentscheid absegnen. Bei den Wahlen am 10. April waren am Alsergrund nur 58 Prozent der Bezirksbewohner von 1934 wahlberechtigt. 11.000 Juden und „politisch Unzuverlässige“ schloss man von der Teilnahme aus. Nach amtlichen Angaben stimmten schließlich von den 48.410 Stimmberechtigten 99,5 % für den „Anschluss“.
Die Machtübernahme durch die Nationalsozialisten führte zur Änderung zahlreicher Besitzverhältnisse im Bezirk. Die Poliklinik und das Allgemeine Krankenhaus gelangten in das Eigentum der Stadt Wien, das St. Anna Kinderspital wurde in die Verwaltung des Deutschen Roten Kreuzes gegeben. Im Wasagymnasium wurde zudem die Gauleitung von Niederdonau untergebracht, da diese nicht in der Gauhauptstadt Krems residieren wollte. Auch der Verkehr wurde völlig umgestellt. 1938 wurde die Rechtsfahrordnung eingeführt und alle Straßenbahnen wurden über Nacht umgestellt. Über Nacht begann auch die massive Diskriminierung und Verfolgung der jüdischen Bevölkerung. Das (jüdische) Sanatorium Loew wurde geschlossen, der jüdische Direktor des AKH, Otto Glaser, wurde ebenso wie seine jüdischen Ärztekollegen seines Amtes enthoben. Die Vereinssynagoge Müllnergasse wurde während des Novemberpogroms 1938 von einem SS-Trupp in Brand gesteckt. Hatten sich 1923 noch 25,1 % der Bezirksbevölkerung (23.746 Menschen) und 1934 23,3 % (rund 19.400 Menschen) zum Judentum bekannt, so waren am 1. Oktober 1939 nur noch 12.191 Juden auf dem Bezirksgebiet sowie der benachbarten Josefstadt registriert. 1943 waren nur noch 7242 Personen mosaischen Glaubens am Alsergrund verblieben. Der Großteil von ihnen wurde in der Folge in den nationalsozialistischen Konzentrationslagern ermordet.
Zur Verteidigung kriegswichtiger Bauten wurden über dem Franz-Josefs-Bahnhof, dem Umspannwerk Michelbeuern, der Nationalbank und den Brücken über den Donaukanal Stände für die Leichte Flak errichtet. Zudem wurden weitläufige Luftschutzbunkeranlagen angelegt. Ein ursprünglich in der Roßauer Kaserne geplanter Flakturm wurde hingegen nie errichtet. Die Zerstörungen durch die alliierten Luftangriffe waren trotz aller Vorbereitungen groß. Am stärksten betroffen waren am Alsergrund die Gebiete um das St.-Anna-Kinderspital, das Gebiet zwischen Säulengasse und Sechsschimmelgasse sowie der Bereich zwischen dem Schottenring und der Berggasse. Die Roßauer Kaserne und der Franz-Josefs-Bahnhof wurden auch bei den Bodenkämpfen 1945 in Mitleidenschaft gezogen. Insgesamt wurden von etwa 1.000 Häusern 560 beschädigt und 1491 Wohnungen unbenutzbar gemacht. Erste alliierte Truppen der Roten Armee erreichten am 8. April 1945 gegen 18 Uhr beim sogenannten Irrenhausgarten das Bezirksgebiet. Der Vormarsch zum Donaukanal wurde jedoch von der deutschen Wehrmacht aufgehalten, die erbitterten Kämpfe dauerten bis zum 10. April an. Danach zogen sich die deutschen Truppen über den Donaukanal zurück. Die Artillerieduelle zerstörten aber noch bis zum 12. April Gebäude entlang der Roßauer Lände.

#### Die Zweite Republik
Der Alsergrund kam nach einem Übereinkommen der Alliierten vom 1. September 1945 unter die Verwaltung der United States Forces of Austria. Zur Versorgung der Besatzungszone dienten der Franz-Josefs-Bahnhof und ein kleiner Feldflughafen an der Spittelauer Lände. Die Versorgungslage war jedoch zunächst katastrophal und sank zwischen Oktober 1945 und Mai 1946 von 1.500 auf 1.000 kcal. Erst im November konnte der Oktoberwert des Vorjahres wieder erreicht werden. Neben der Versorgung der Bezirksbevölkerung wurde auf den Wiederaufbau der größte Augenmerk gelegt. Der Wiederaufbau wurde durch den Wohnungswiederaufbaufonds mittels langfristiger Kredite finanziert. Ab 1954 wurde der Wohnbau zusätzlich durch das Wohnbauförderungsgesetz forciert. Neben dem kommunalen Wohnbau wurde auch der Bau von Eigentums- und Genossenschaftswohnungen unterstützt. 1962 wurde zudem mit der Assanierung Lichtentals begonnen. Hierzu wurden niedrige Altbauten abgerissen und die Grundstücke zusammen mit Baulücken zu größeren Wohneinheiten zusammengefasst. Zahlreiche Gemeindebauten wurden errichtet, zudem entstanden Grünflächen und der Lichtentaler Park.
Politisch gesehen unterlag der Bezirk Alsergrund einem ständigen Wandel. Stimmenstärkste Partei waren abwechselnd die SPÖ und die ÖVP, wobei die beiden Parteien bis 1978 ihre relative Mehrheit in der Regel nur über ein bis zwei Wahlperioden halten konnten. Erst von 1978 bis 1991 konnte sich die ÖVP über drei Perioden als stärkste Partei etablieren. Seit 1991 stellt jedoch die SPÖ ununterbrochen den Bezirksvorsteher, 2005 wurde die ÖVP als zweitstärkste Partei von den Grünen abgelöst.